# Szymon Sićko
Szymon Sićko, né le 20 août 1997 à Dąbrowa Białostocka, est un handballeur international polonais évoluant au poste d'arrière gauche au sein du club polonais KS Kielce.

## Carrière
Il a fait sa première apparition avec la Pologne le 7 juin 2017 dans un match amicale contre la Suède (33-27 pour la Suède).
Le 28 décembre 2018, il a marqué son premier but en sélection contre le Japon (29-28)
Il a participé avec la sélection polonaise lors l'Euro 2020.

## Palmarès
- Finaliste de la Ligue des champions (C1) (1) : 2023